# Bust-a-Move Ghost
 (février 2014).
Si vous disposez d'ouvrages ou d'articles de référence ou si vous connaissez des sites web de qualité traitant du thème abordé ici, merci de compléter l'article en donnant les références utiles à sa vérifiabilité et en les liant à la section « Notes et références ».
Bust-a-Move Ghost est un jeu vidéo de puzzle sorti en 2006 sur PlayStation Portable. Le jeu a été développé par Taito et édité par 505 Games.
Ce jeu fait partie de la série Puzzle Bobble.

## Système de jeu
Le jeu reprend le principe de la série, à savoir la manœuvre d'un canon qui lance des bulles colorées qui se collent au plafond ou aux autres bulles déjà présentes. Le but est de regrouper les bulles identiques par groupes de trois ou plus afin de les faire disparaitre. Le tableau est terminé lorsque le joueur a fait disparaitre toutes les bulles.
Les bulles sont également soumises à la pesanteur: lorsque des bulles ne sont plus rattachées aux plafond, elles tombent et disparaissent. Cette particularité permet de déclencher des réactions en chaînes, et ainsi rapporter encore plus de points.
Certaines bulles bonus permettent également, lorsqu'on les touche, d'éliminer un grand nombre de bulles avoisinantes.
Plus le temps passe au sein du même tableau, et plus le plafond descend. Le joueur dispose donc d'un temps limité pour finir chaque tableau.
Bien entendu, Bust-a-Move Ghost dispose de nombreux modes de jeu inédits tels que le mode Fantôme (Ghost), où les bulles doivent rebondir une fois pour ne pas passer au travers des autres, ou le mode Lanceur en action, dans lequel le canon bouge en permanence en bas de l'écran.